# Szubienica na Woli

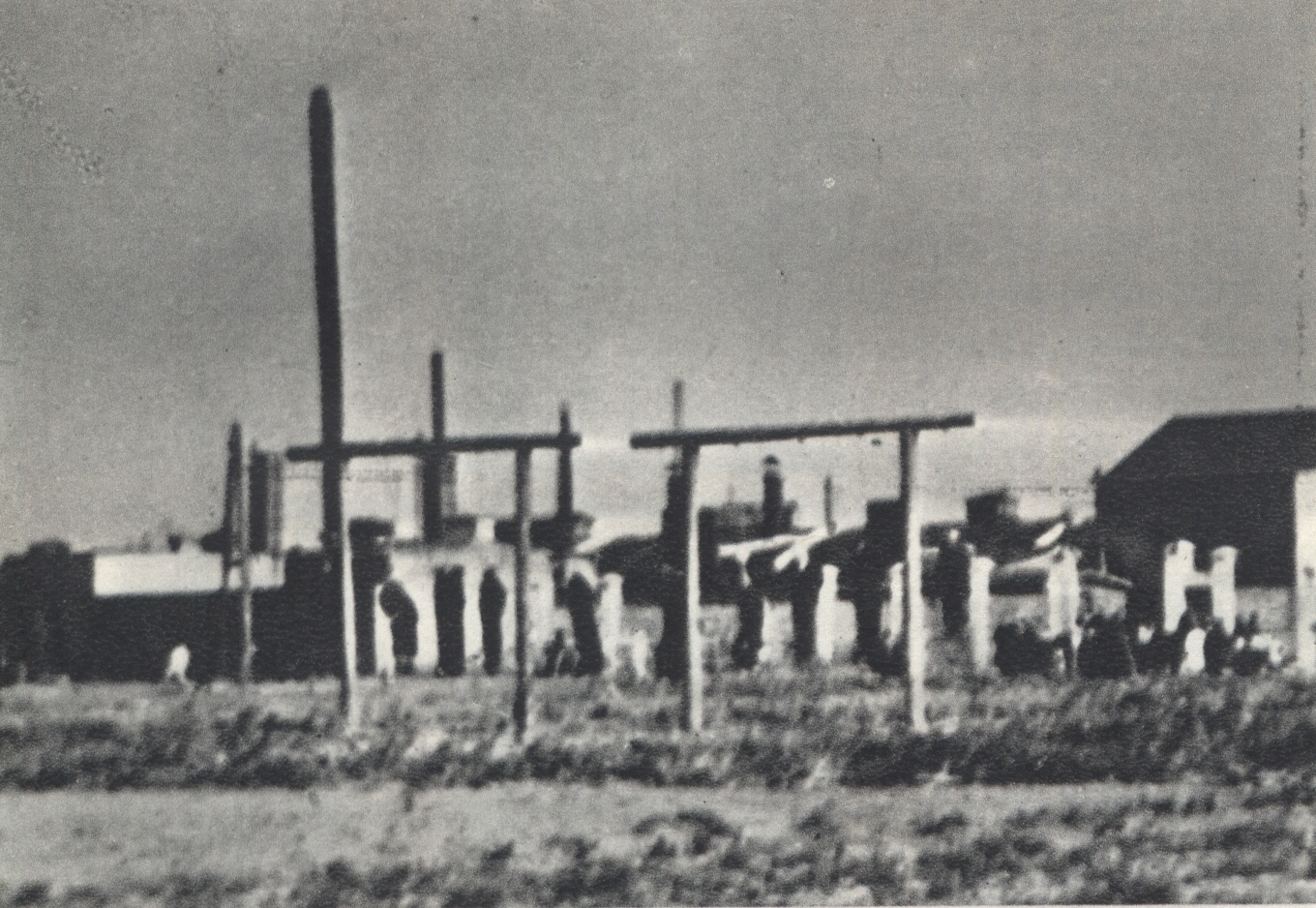
Więźniowie powieszeni przy ulicy Mszczonowskiej na Woli (1942)

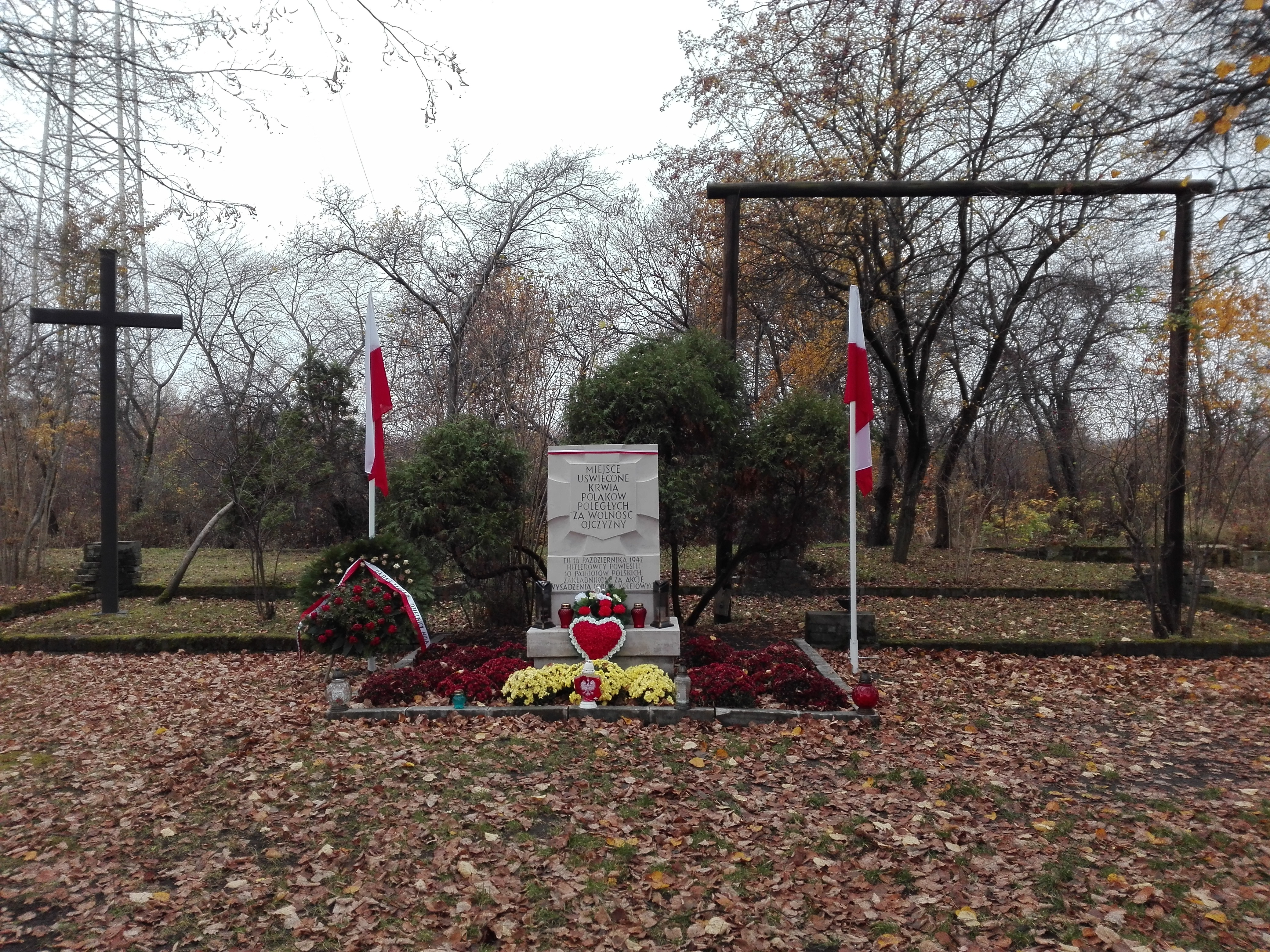
Szubienica na Woli (2018)

Szubienica na Woli – miejsce straceń wykonanych przez okupantów niemieckich podczas II wojny światowej w odwecie za akcję „Wieniec”, zlokalizowane w Warszawie, na Woli, przy ulicy Mszczonowskiej.

## Historia
W nocy z 7 na 8 października 1942 roku w ramach akcji „Wieniec” zorganizowanej przez Armię Krajową, patrol porucznika Zbigniewa Lewandowskiego „Zbyszka” o godzinie 02:10 wysadził dwa tory na linii kolejowej między stacjami Warszawa Zachodnia a Warszawa Włochy. Grupa ta zniszczyła także tor łączący Włochy ze stacją Warszawa Towarowa. W tym samym miejscu działał drugi patrol dowodzony przez porucznika Leona Tarajkiewicza „Leona”, który w tym samym czasie wysadził tor w odgałęzieniu trasy w kierunku Radomia. W miejsce to wjechał pociąg towarowy.
15 października 1942 roku w odwecie za przeprowadzoną akcję Niemcy rozstrzelali na Wydmach Łuże 39 więźniów Pawiaka. O świcie następnego dnia w pięciu punktach na peryferiach Warszawy publicznie powieszono kolejnych 50 więźniów.
Szubienica przy ulicy Mszczonowskiej jest jedyną zachowaną z pięciu zbudowanych w ramach tamtej akcji odwetowej. Została zbudowana z trzech słupów telegraficznych wyprodukowanych przed wojną w Ostrowi Mazowieckiej. Obok kiedyś znajdowała się druga, identyczna.
Po 1945 roku przy zachowanej szubienicy ustawiono pamiątkową tablicę projektu Karola Tchorka. Teren, na którym znajduje się upamiętnienie, należy do Skarbu Państwa, a jego użytkownikiem jest spółka PKP S.A.